# وثائق بنما (آسيا)

الدول التي تورط بها سياسيون أو مسؤولون حكوميون أو مقربون في التسريب بتاريخ 15 أبريل 2016 (حتى 19 مايو 2016).

تُعد وثائق بنما 11.5 مليون وثيقة مُسربة تُفصِّل معلومات مالية ومعلومات تتعلق بالعلاقة بين المحامي وموكله لأكثر من 214,488 كيانًا خارجيًا. أُنشئت هذه الوثائق، التي يعود تاريخ بعضها إلى سبعينيات القرن الماضي، بواسطة شركة المحاماة البنمية ومزود الخدمات المؤسسية موساك فونسيكا،  وسربها مصدر مجهول في عام 2015.
تتضمن هذه الصفحة تفاصيل الادعاءات وردود الأفعال والتحقيقات ذات الصلة في آسيا .

## أرمينيا
تُظهر وثائق بنما أن اللواء الحقوقي مهران بوقوسيان، الذي كان يشغل منصب رئيس جهاز التنفيذ الإلزامي في أرمينيا، على صلة وثيقة بشركات وهمية مسجلة في بنما. هذه الشركات، التي كانت تصدر أسهمًا لحاملها، هي: سيجتيم ريل إستيتس إنك، وهوبكينتن تريدينغ إنك، وبانجيو إنفست إس.إيه. وقد تبين أن بوقوسيان هو المالك الوحيد لشركتي سيجتيم وهوبكينتن، اللتين أسستا بدورهما شركة بيست ريلتي المحدودة، والتي حصلت مؤخرًا على عقود حكومية.
في أعقاب هذه الكشوفات، استقال بوقوسيان، مدعيًا أن وجود اسمه مرتبطًا بمثل هذه القضايا يضر بسمعة أرمينيا، لا سيما مقارنة برؤساء دول آخرين، مثل إلهام علييف رئيس أذربيجان، والذي اتهمه بالفساد.
قبل استقالته، كان مركز الشفافية الدولية الأرميني قد تقدم بشكوى ضد بوقوسيان، مطالبًا بفتح تحقيق معه. كما تم ذكر أفراد من عائلة بوقوسيان على صلة بأعماله.
صرح فاروجان هوتكانيان، رئيس فرع منظمة الشفافية الدولية في أرمينيا، بأن الضغوط ربما أجبرت القيادة على إقالة بوقوسيان، نظرًا للأدلة القوية ضده. ومع ذلك، شكك في جدية الحكومة في مكافحة الفساد. ودعا القيادي المعارض ليفون زورابيان البرلمان إلى التحقيق في هذه القضية وتقديم إجابات شافية.

## أذربيجان

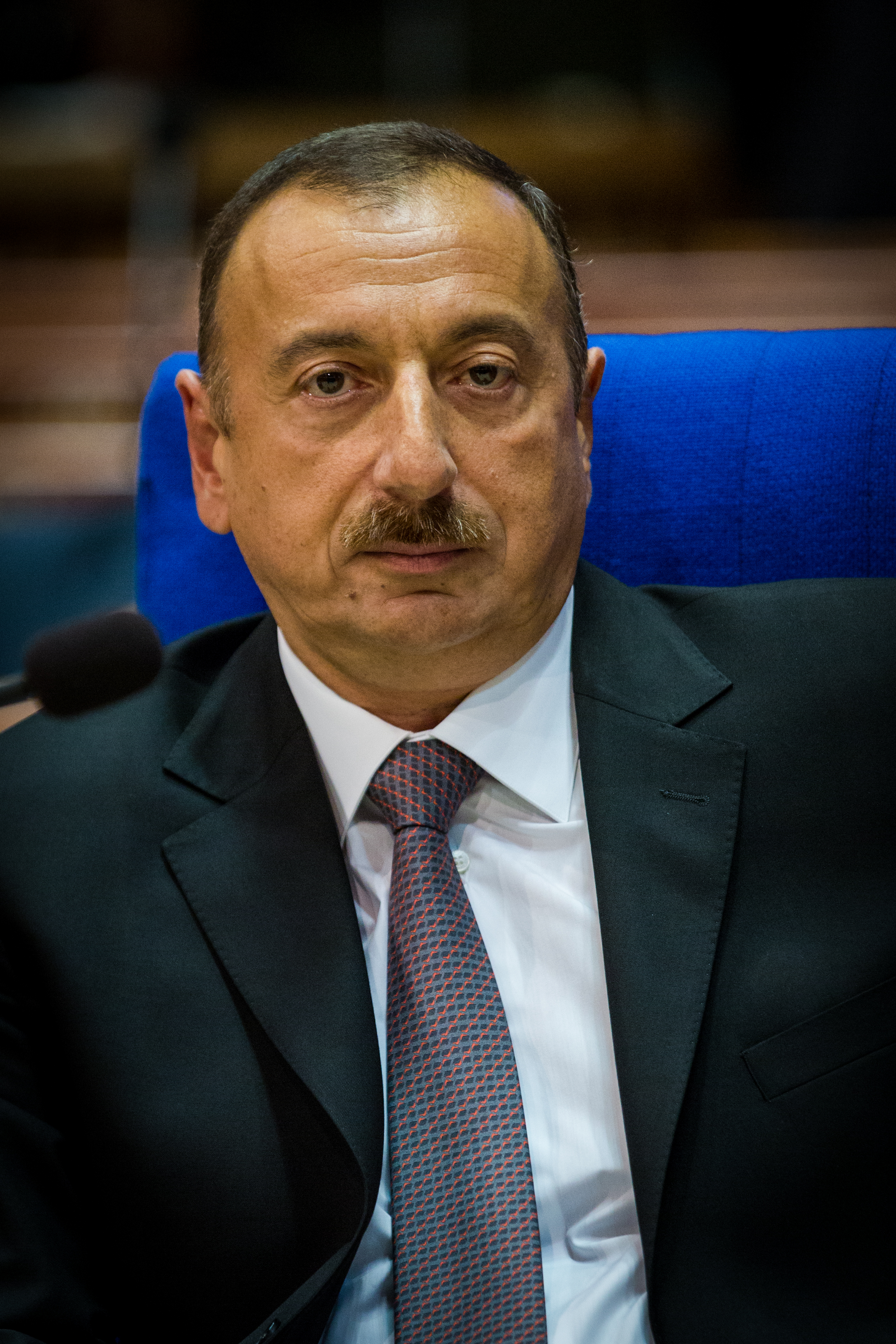
رئيس أذربيجان إلهام علييف

استثمرت شركة أذربيجان الدولية لتشغيل الموارد المعدنية المحدودة (AIMROC) وشركاؤها في الكونسورتيوم ما يقرب من مائتين وثلاثين مليون دولار أمريكي لافتتاح منجم وإنشاء مصفاة في قرية تشوفدار الواقعة في غرب أذربيجان. يُرجّح أن تكون الشركة قد حققت أرباحًا من الذهب تقدر بثلاثين مليون دولار أمريكي قبل أن تتوقف أنشطتها فجأة، متخلّفة عن دفع رواتب موظفيها في مايو 2014. لا يزال موظفو المنجم في إجازة رسمية، وبموجب القوانين الأذربيجانية السارية، يحظر على الموظفين المتفرغين البحث عن عمل آخر طيلة فترة إجازتهم، حتى وإن طالت المدة، كما هو الحال مع هؤلاء الموظفين الذين لم يتقاضوا رواتبهم منذ عامين.
كشف تحقيق استقصائي أجري عام 2012، ونشرته إذاعة أوروبا الحرة ومشروع الإبلاغ عن الجريمة المنظمة والفساد (OCCRP)، أن بنات الرئيس الأذربيجاني، إلهام علييف، كن يملكن، من خلال شركات قابضة في الخارج، حصة في عملية تعدين الذهب التي أُنشئت بموجب مرسوم رئاسي صدر عام 2006، والذي شكّل ائتلاف تجاري، ومنحه عقد إيجار لمدة ثلاثين عامًا على الرغم من الاعتراضات البيئية والشكوك المتعلقة بالشفافية التي أُثيرت في البرلمان. إلا أن وثائق بنما مكّنت من تتبع جزء من الشبكة المعقدة للشركات الوهمية التي تدير ملكية المناجم، وفي عام 2016، تمكن مشروع الإبلاغ عن الجريمة المنظمة والفساد (OCCRP) من إثبات سيطرة البنات الفعلية على عمليات التعدين.
وهب علييف مناجم الذهب لشركات جلوبكس إنترناشيونال إل إل بي، ولوندكس ريسورسز إس إيه، وويلي آند ميريس إس إيه، وفارجيت مايننج كوربوريشن. وقد خصص 30% من العائدات لحكومة أذربيجان، فيما ذهبت 11% من الباقي و70% إلى جلوبكس، و45% إلى لوندكس، و29% إلى ويلي آند ميريس، و15% المتبقية إلى فارجيت.
وفقًا لما ورد في وثائق مسربة من سجل الشركات في بنما، تم تسجيل هذه الشركات هناك. من بين هذه الشركات، تأسست شركة "فارغيت مايننج كوربوريشن" على يد شركات أخرى هي: "تاجييفا مانجمنت المحدودة"، و"تاجييفا سيرفيسز المحدودة"، و"فيردا مانجمنت المحدودة". وقد منحت هذه الشركات وكالة عامة لتصريف أعمالها إلى السيد نسيب حسنوف.
لاحقًا، نُقل تسجيل كل من شركات "لوندكس ريسورسز إس. إيه."، و"جلوبكس إنترناشيونال إل إل بي"، و"فارغيت مايننج كوربوريشن"، و"ويلي آند ميريس إس. إيه." إلى سانت كيتس ونيفيس، حيث سُجلت جميعها بنفس العنوان: "أسوشيتد تراستيز ليمتد أوف نيفيس"، الواقع في مبنى هنفيل، شارع الأمير تشارلز، تشارلستون، نيفيس. وتشير السجلات اللاحقة إلى أن هذا العنوان نفسه استخدم كعنوان مسجل لحوالي 2635 شركة.
أثبت تحقيق استقصائي موسع أجري عام 2012 أن شركة جلوبكس مملوكة بشكل غير مباشر عبر شركات وهمية مسجلة في بنما. وتعود ملكية هذه الشركات الوهمية إلى بنات الرئيس ورجل أعمال سويسري يظهر اسمه في شركات وهمية أخرى، من بينها تلك التي تدير شركة أزرفون، وهي شركة اتصالات تحتكر السوق وتعود ملكيتها إلى العائلة ذاتها. وقد أخبر الأهالي المراسلين بأنهم كانوا يأملون في الحصول على فرص عمل في المنجم الذي يدفع أجرًا قدره 12 دولار أمريكي يوميًا، وطلبوا منهم التوسط لدى الرئيس لحل المشكلات التي يسببها المنجم في إمدادات المياه. وقد شعر الأهالي بالغضب عندما أبلغهم المراسلون بوجود حصة للعائلة الرئاسية في المنجم.
في أعقاب نشر هذا التقرير في شهر مايو، أصدرت الجمعية الوطنية قانونًا يجرم الإفصاح عن ملكية الشركات،  وقانونًا آخر يمنح الرؤساء والسيدات الأوليات السابقين حصانةً قانونيةً مدى الحياة. وقد تعرضت خديجة اسماعيلوفا، مراسلة إذاعة أوروبا الحرة التي أجرت تحقيقًا صحفيًا في عام 2012، لمضايقات قانونية واعتداءاتٍ عامة متصاعدة. فقد تلقت تهديداتٍ بالقتل، وألقي القبض عليها، وهي تقضي حاليًا عقوبةً بالسجن لمدة سبع سنوات ونصف بتهمتي التهرب الضريبي واستغلال السلطة.
أتاحت وثائق موساك فونسيكا المسربة إمكانية إثبات امتلاك الابنتين أيضًا شركة لوندكس، الشريك الأكبر في مشروع الذهب. ولم يتضح تمامًا سبب إغلاقهن للعملية، لكن خبراء الصناعة المطلعين على هذا الكونسورتيوم ذكروا أنه لم يبدُ ذا خبرة كبيرة وربما استعجل الإنتاج.
كشفت تحقيقات أجراها الاتحاد الدولي للمحققين الصحفيين (ICIJ) أن أرزو، ابنة الرئيس علييف، تمتلك استثمارات واسعة النطاق في أذربيجان تتجاوز حيازة حقوق الذهب. فبالإضافة إلى ذلك، تملك أسهمًا في شركة أذرفون، الشركة الرائدة في مجال الاتصالات المتنقلة بالبلاد. كما تمتلك حصصًا في شركة إس دبليو هولدينغ (SW Holding)، التي تشرف على غالبية العمليات المتعلقة بالخطوط الجوية الأذربيجانية، بدءًا من خدمات التموين وحتى خدمات النقل الأرضي بالمطار. ومن جهة أخرى، يمتلك شقيقاها وشقيقها حيدر عقارات فاخرة في دبي تقدر قيمتها بنحو 75 مليون دولار، وفقًا لتقديرات عام 2010. ويظهر حيدر على أنه المالك القانوني لتسعة قصور فاخرة في دبي تم شراؤها بمبلغ إجمالي يقدر بحوالي 44 مليون دولار.
كشفت وثائق مسربة أن الابنتين ليلى وأرزو علييفتين تمتلكان حصصًا في شركة إكزالتيشن المحدودة، التي تأسست في شهر أبريل من عام 2015 "لحيازة عقارات في المملكة المتحدة". وقد زعمت شركة المحاماة اللندنية تشايلد آند تشايلد، التي قامت بتسجيل الشركة وتعيين مدراء بالنيابة عنها عبر فرع مؤسسة موساك في جزيرة جيرزي، خلال قيامها بذلك، بأن السيدتين لا تربطهما أي صلات سياسية.

## بنجلاديش
في 7 أبريل 2016 أطلقت لجنة مكافحة الفساد في بنغلاديش تحقيقًا للحصول على تفاصيل الشركات والأفراد الذين يُزعم انتماؤهم إلى مؤسسة موساك فونسيكا. وقدمت ادعاءات ضد 32 شخص من بنغلادش وشركتين، وأشارت وسائل الإعلام التي قدمت هذا الادعاء إلى قاعدة بيانات تابعة للاتحاد الدولي للمحققين الصحفيين (ICIJ) تحتوي على معلومات تم تجميعها خلال التحقيق في تسريبات أوفشور عام 2013.

## الصين

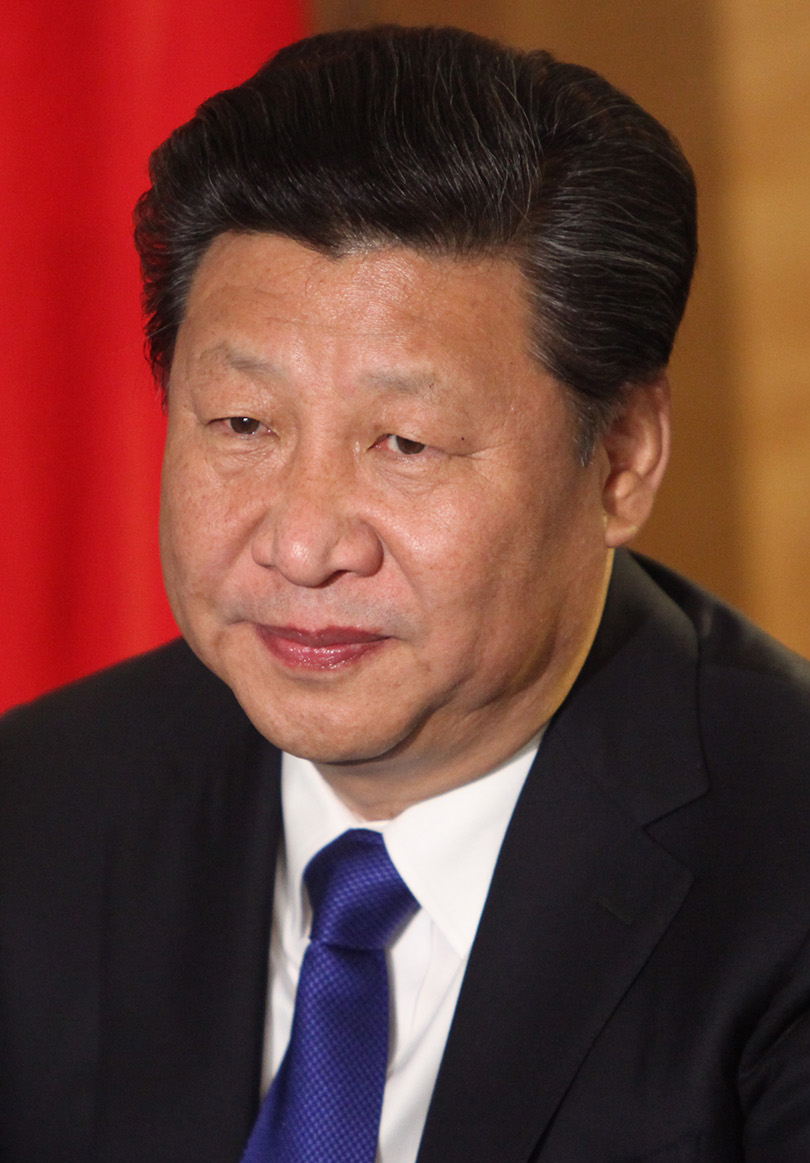
الرئيس الصيني شي جين بينغ

أشارت الوثائق إلى أن سبعة قادة حاليين وسابقين في المكتب السياسي للجنة المركزية للحزب الشيوعي الصيني، إضافة إلى أقارب لمسؤولين صينيين آخرين في مناصب رفيعة، ارتبطوا بعمليات مشبوهة. ومن أبرز هؤلاء لي زياولين، ابنة رئيس مجلس الدولة السابق لي بينغ، وهو دهوا ابن الأمين العام السابق للحزب الشيوعي الصيني هو ياوبانغ، ودنغ جياغي صهر الأمين العام الحالي شي جين بينغ. فبينما كان شي عضوًا في اللجنة الدائمة للمكتب السياسي، كانت لشركة دنغ شركتان وهميتان في جزر العذراء البريطانية، غير أن هاتين الشركتين لم تعدتا نشطتين بحلول تولي شي مقاليد الحكم عام 2012. وشملت القائمة أيضًا ابن وزوجة ابن رئيس الدعاية ليو يونشان وصهر نائب رئيس مجلس الدولة جانغ جو لي.
تُشير الإحصاءات الرسمية الصينية إلى أن الاستثمارات الصينية في أقاليم ما وراء البحار البريطانية، والتي تشتهر بمكانتها كملاذات ضريبية، تفوق بكثير استثماراتها في مناطق أخرى. فبحسب هذه الإحصاءات، بلغ حجم الاستثمار الصيني في جزر كايمان ما قيمته 44 مليار دولار، وفي جزر العذراء البريطانية 49 مليار دولار. ومع أن هذه الأرقام قد لا تشمل استثمارات الأفراد من النخبة الحاكمة والتي يتم توجيهها عادةً عبر قنوات سرية في جزر العذراء البريطانية، إلا أنها تبقى أكبر بكثير من حجم الاستثمار الصيني في كل من الولايات المتحدة والمملكة المتحدة.
قمعت السلطات الصينية أي ذكر لأوراق بنما على منصات التواصل الاجتماعي ونتائج محركات البحث،  كما وردت أنباء عن طلبها من المؤسسات الإعلامية حذف كافة المحتويات المتعلقة بتسريبات أوراق بنما. ترى الحكومة الصينية أن هذه المواد تمثل حملة إعلامية أجنبية ممنهجة تستهدف الصين، وأصدرت أوامر لمكاتب المعلومات على الإنترنت بحذف التقارير المعاد نشرها من أوراق بنما، وعدم متابعة أي محتوى ذي صلة دون استثناء. وفي مؤتمر صحفي عقده في الخامس من أبريل، رد هونج لي، المتحدث باسم وزارة الخارجية الصينية، على هذه الادعاءات بـ"لا تعليق" واصفًا إياها بـ"الاتهامات التي لا أساس لها".
أظهرت توجيهات سرية على المستوى الوطني، حصلت عليها صحيفة "التقنية الرقمية الصينية"، أن السلطات ألزمت جميع المواقع الإلكترونية بحذف أي محتوى يتعلق بـ "وثائق بنما". وقد مُنع الوصول إلى المواقع الأجنبية مثل "ويكيليكس" و"التقنية الرقمية الصينية" داخل حدود الصين. وعلى منصة التواصل الاجتماعي "ويبو"، الشبيهة بتويتر، قام الرقباء بحذف أي محتوى ذي صلة بـ "وثائق بنما". ومع ذلك، تمكن المستخدمون من التهرب من الرقابة باستخدام كلمات ومصطلحات أقل وضوحًا، كأن يشيروا إلى "صهر الرئيس شي" أو "وثائق القناة"، في إشارة ضمنية إلى "وثائق بنما" وقناة بنما. ورغم الجهود الرقابية، تصدرت عبارات مرتبطة بـ "وثائق بنما"، مثل "التهرب الضريبي" و"الوثائق المسربة"، قائمة الأكثر بحثًا على "ويبو".
ظهر في الوثائق كذلك بارون الأعمال الصيني وجامع الأعمال الفنية وانغ جونغجون، ولم يستجب لطلب للتعليق.
ووفقًا لشبكة العدالة الضريبية، يلجأ المستثمرون الصينيون أحيانًا إلى شركات خارجية للاستفادة من الحوافز التي تقدمها الصين للمستثمرين الأجانب.
أفادت إذاعة كندا أن مجموعة سيتيك ومقرها هونغ كونغ، كلفت مؤسسة موساك فونسيكا بتأسيس أو إدارة أكثر من تسعين شركة تابعة، وأن الحكومة الصينية كانت تمتلك حصة الأغلبية في هذه الشركات، وذلك حسبما ذكرت الخبيرة المالية مروة رزقي، وهي سياسية كندية وأستاذة سابقة في قانون الضرائب بجامعة شيربروك.

### هونج كونج
ذكر التحالف الدولي للصحفيين الاستقصائيين (ICIJ) أن فرع مؤسسة موساك فونسيكا في هونغ كونغ كان الأكثر ازدحامًا، حيث كان المسئولون الصينيون والأثرياء الآخرون يحوّلون أموالهم عبر الحدود ويودعونها هناك لإرسالها إلى كيانات أجنبية. استثمرت هونغ كونغ مبلغًا قدره 4.6 تريليون دولار هونغ كونغي (360 مليار جنيه إسترليني) في جزر العذراء البريطانية - وهو مبلغ يفوق ما استثمرته هونغ كونغ في بر الصين الرئيسي - واستقبلت 4.1 تريليون دولار هونغ كونغي (أكثر من 300 مليار جنيه إسترليني) من جزر العذراء البريطانية. وودعت مبالغ أخرى تقدر بحوالي 20 مليار جنيه إسترليني في كل من جزر كايمان وبرمودا.
أقالت صحيفة "مينغ باو" نائب رئيس التحرير كيونغ كوك يوين بعد نشر مقال في الصفحة الأولى حول أوراق بنما ذكر العديد من الشخصيات البارزة في هونغ كونغ. وعزت الصحيفة ذلك إلى "صعوبة بيئة العمل"، ولكنها كانت قد أقالت محررًا آخر في عام 2014 بسبب تسريب آخر لوثائق خارجية. ونشر الموظفون أعمدة فارغة في الصحيفة احتجاجًا على فصله.
تملك جامعة بوليتكنيك شركتين أجنبيتين أسستهما مؤسسة موساك فونسيكا في عامي 2012 و2013. وأسس إحداهما نائب الرئيس نيكولاس يانغ وي-هسيونغ، الذي أصبح فيما بعد وزير تكنولوجيا المعلومات في هونغ كونغ.

## جورجيا

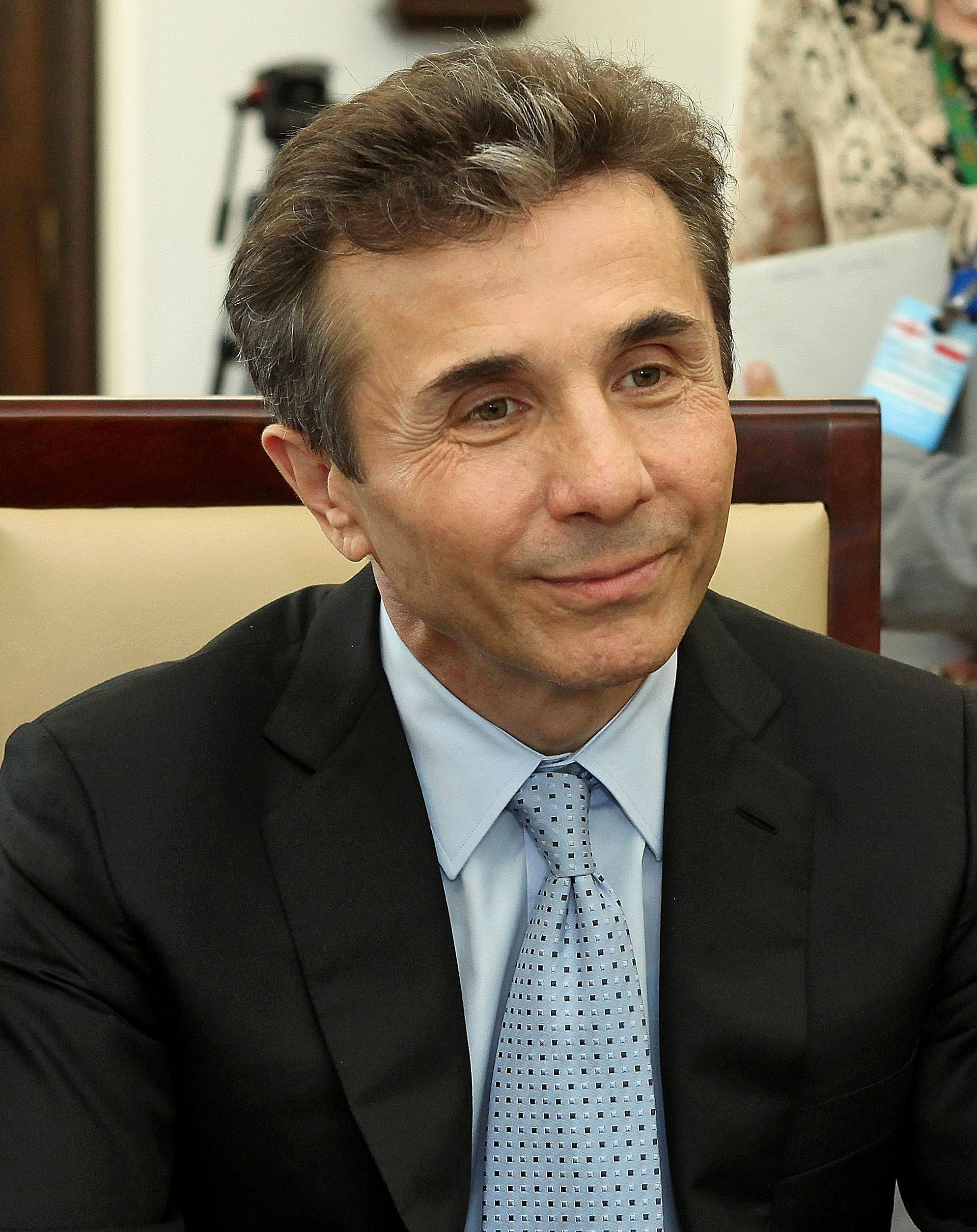
رئيس وزراء جورجيا السابق بدزينا افنشفلي

أصبح بدزينا إفنشفلي ثريًا في روسيا قبل أن يعود إلى جورجيا ويتولى منصب رئيس الوزراء في عام 2012؛ بلغ إقرار الذمة المالية الخاص به كمسؤول حكومي 72 صفحة. لكنه لم يذكر شركة ليندين مانجمنت، وهي شركة تابعة لمؤسسة موساك فونسيكا كانت تمتلك حوالي 20% من أسهم شركة رابتور للأدوية (والتي أقر بها)، وهي شركة مقرها الولايات المتحدة ومدرجة في بورصة نيويورك. ورفض لمدة تقارب الأربع سنوات تزويد شركة المحاماة بنسخة من جواز سفره وإثبات لمحل إقامته، وهو ما كانت تحتاجه للامتثال للوائح مكافحة غسل الأموال وكذلك للتحقيقات التي أجرتها وكالة التحقيق المالي في جزر العذراء البريطانية بشأن الشركة.
تحسب مجلة فوربس صافي ثروة إيفانشفيلي بمبلغ 4.8 مليار دولار.

## الهند

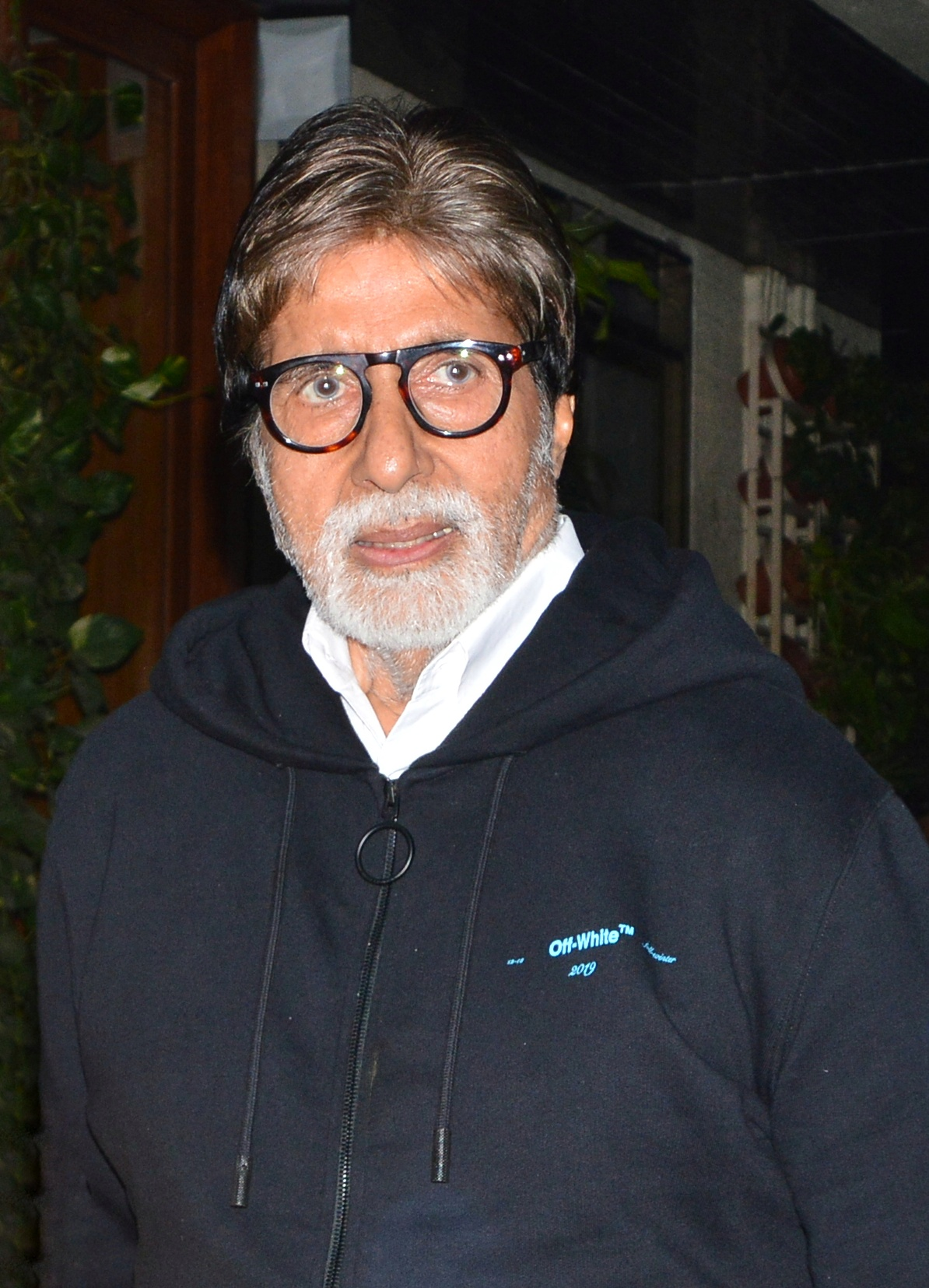
ذُكر الممثل الهندي أميتاب باتشان في أوراق بنما

وردت أسماء مشاهير بوليوود أمثال أميتاب باتشان، وزوجة ابنه والممثلة آيشواريا راي باتشان، والممثل أجاي ديفجان في الوثائق. نفى باتشان أي صلة له بشركات خارجية، وشكك متحدث باسم راي أيضًا في صحة الوثائق. كرر باتشان النفي ردًا على تقرير صدر في يوم 21 من شهر أغسطس يفيد بأنه مدرج كمدير لشركتين وشارك في اجتماعات مجلس الإدارة.
ذُكرك أيضًا في القائمة مطور العقارات والرئيس التنفيذي لشركة دي إل إف كوشال بال سينغ، وسمير جهلاوت من مجموعة إنديابولز، وإقبال ميرشي. انخفضت أسهم كلتا الشركتين عقب نشر الوثائق، وكذلك أسهم شركة أبولو تايرز، التي ذُكرت أيضًا. وذكرت شركة دي إل إف أنها استثمرت في شركات خارجية قائمة امتثالًا لمخطط التحرير الليبرالي للتحويلات الذي أُنشئ في عام 2004 وأبلغت وكالة الضرائب الهندية بذلك. وقال متحدث باسم شركة أبولو إن أفراد عائلة الرئيس أونكار كانوار الذين ورد أنهم يمتلكون شركات خارجية لا يقيمون في الهند وقد امتثلوا للقانون في أماكن إقامتهم. وذكر جهلاوت أنه دفع الضرائب بالكامل وقدم إفصاحات كاملة.
من السياسيون الهنود المذكورون في القائمة شيشير باجوريا من ولاية البنغال الغربية وأنوراغ كيجريوال، الرئيس السابق لحزب دلهي لوك ساتا. وذكر باجوريا أنه يمتلك شركتين أخريين في جزيرة مان ولكنه لا يمتلك الشركة المنسوبة إليه في الوثائق المسربة. وأقرت شركة الخدمات المؤسسية فيرست نيمز غروب (First Names Group) بتقديم معلوماته إلى مؤسسة موساك فونسيكا عن طريق الخطأ. تظهر سجلات مؤسسة موساك فونسيكا أن أنوراغ كيجريوال كان مديرًا لثلاث شركات خارجية مقرها في جزر العذراء البريطانية، ويحمل مؤسستين خاصتين في بنما وتوكيلًا رسميًا لشركة أخرى في جزر العذراء البريطانية. وأقر بامتلاكه شركات خارجية لكنه ذكر أنه أغلقها بعد فترة قصيرة من الزمن.
برز أيضًا اسم تاجر المخدرات المتوفى إقبال ميرشي في الوثائق. وإجمالًا ذُكر حوالي 500 مواطن هندي في الوثائق.
أمرت الحكومة الهندية بإجراء تحقيق، وأعلنت لاحقًا عن تكوين مجموعة خاصة متعددة الوكالات تضم ضباطًا من الوحدة التحقيقية التابعة للمجلس المركزي للضرائب المباشرة وقسم الضرائب الأجنبية وأبحاث الضرائب التابع له، ووحدة الاستخبارات المالية وبنك الاحتياطي الهندي. بحلول شهر يونيو عام 2021، حدد المجلس المركزي للضرائب المباشرة أصولًا غير معلنة بقيمة 20,078 كرور روبية (أي ما يعادل 230 مليار روبية أو 2.6 مليار دولار أمريكي في عام 2023) عقب التحقيق. قُدمت 46 قضية إجمالًا بينما أُجريت التحقيقات في 83 قضية. استُردّ مبلغ إجمالي قدره 142 كرور روبية هندية (24 مليون دولار أمريكي) كضرائب من الأفراد قيد الملاحقة القضائية.

## إسرائيل
وردت أسماء قرابة 600 شركة إسرائيلية و850 مساهمًا إسرائيليًا في الوثائق. وقد ذكرت صحيفة هآرتس أن من بين الأسماء الإسرائيلية التي ذُكرت في الوثائق المسربة المحامي البارز دوف فايسغلاس، الذي كان يشغل منصب رئيس مكتب رئيس الوزراء الأسبق أرييل شارون؛ ورجل الأعمال جاكوب إنجل، الناشط في قطاع التعدين الأفريقي؛ وإيدان عوفر،  وهو أحد أفراد إحدى أغنى العائلات في إسرائيل.
وقد ظهر اسم فايسغلاس كمالك وحيد لإحدى الشركات الأربع التي أسسها شريكه في العمل آصاف هالكين. وبحسب صحيفة هآرتس، تم تسجيل الشركة، المسماة تالافيل غلوبال، في جزر العذراء البريطانية في شهر مايو عام 2012، وبعد سبعة أشهر، تم رهن جميع أسهمها مقابل قرض من بنك في فيينا.
أفاد فايسغلاس وهالكين لصحيفة هآرتس بأن الشركة "قد سُجلت لغرض الحصول على قرض من البنك من أجل الاستثمار في عقارات أوروبية. ولم يكن البنك يسمح بمنح قرض إلا لشركة... ويجري إبلاغ السلطات الضريبية في إسرائيل عن نشاط الشركة، وتُدفع الضريبة المطلوبة على النشاط المذكور في إسرائيل".
وتشير العديد من الوثائق المسربة إلى بنك لئومي، وبشكل أساسي فرعه في الملاذ الضريبي بجزيرة جيرزي. وكان أحد عملائه، الملياردير تيدي ساجي، قد جمع ثروته من تطوير تكنولوجيا المقامرة عبر الإنترنت في إنجلترا، وقام مؤخرًا بتطوير المساحة التجارية لسوق كامدن. ويُعد ساجي المساهم الوحيد في ما لا يقل عن ستة عشر شركة خارجية تابعة لمؤسسة موساك فونسيكا، معظمها مشاريع عقارية.
وكان رجل الأعمال الإسرائيلي بيني شتاينميتز أيضًا أحد عملاء مؤسسة موساك فونسيكا، ولديه 282 شركة.

## باكستان

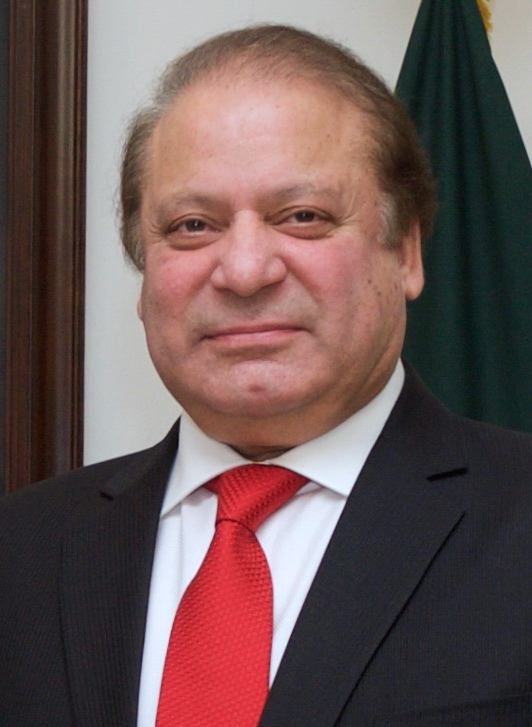
رئيس وزراء باكستان السابق نواز شريف

### نواز شريف
كان نواز شريف ثاني أكبر مسؤول يُستبعد نتيجة للكشف عن المعلومات الواردة في وثائق بنما. أعلنت المحكمة العليا عدم أهليته لتولي المنصب، حيث قال أحد القضاة إن السيد شريف لم يعد "مؤهلًا ليكون عضوًا نزيهًا في البرلمان". منح رئيس المجلس الوطني الباكستاني للحزب الحاكم، الرابطة الإسلامية الباكستانية، الحق في اختيار رئيس وزراء مؤقت حتى إجراء الانتخابات العامة لعام 2018. أُعلن حكم المحكمة العليا في وقت كانت فيه الإجراءات الأمنية في العاصمة قد تشددت، حيث تم نشر أكثر من 3000 شرطي مسلح وأفراد من قوة رينجرز الباكستانية شبه العسكرية حول المحكمة العليا. جاء هذا الحكم بعد شهور من التغطية الإخبارية المثيرة للدراما والمناقشات على وسائل التواصل الاجتماعي، حيث انقسمت الآراء بشكل كبير على أسس حزبية.
أسفرت جلسة استماع عُقدت في 18 أكتوبر 2017 عن توجيه لائحة اتهام إلى نواز شريف، الذي واجه اتهامات بالفساد منذ ثمانينيات القرن الماضي. دعمت وثائق بنما تحقيقًا فيدراليًا أُجري في منتصف التسعينيات، وذكرت اسم نواز شريف وشقيقه الأصغر شهباز شريف، الذي كان يشغل منصب رئيس وزراء إقليم البنجاب آنذاك. كما أشارت الوثائق إلى تورط أصهار شهباز شريف وأبناء نواز شريف في امتلاك شركات خارجية. تربط سجلات "موساك فونسيكا" ابنة نواز مريم وشقيقيها حسين وحسن بأربع شركات خارجية هي: "نسكول ليمتد"، و"نيلسن هولدنجز ليمتد"، و"كومبر جروب إنك"، و"هانج أون بروبرتي هولدنجز ليمتد". وقد استحوذت هذه الشركات على عقارات فاخرة في لندن خلال الفترة ما بين عامي 2006 و2007. ووفقًا لوثائق بنما، كانت هذه العقارات ضمانًا لقروض بلغت قيمتها نحو 13.8 مليون دولار. يدّعي أبناء رئيس الوزراء أن الأموال المستخدمة جاءت من بيع شركة عائلية في المملكة العربية السعودية. ومع ذلك، لم يتم الكشف عن هذه الشركات والأصول الخارجية في بيان الثروة الخاص بعائلته، مما أثار الشبهات بأن الهدف من الشركات قد يكون إخفاء أو غسل ثروة غير مشروعة أو تجنب الضرائب، وهو ما أثار تساؤلات حول نزاهة شريف.
قبل إصدار الحكم، نشرت مريم نواز تغريدة تنفي فيها ارتكاب أية مخالفات، مؤكدة أنها لا تملك أي شركة أو ملكية في الخارج، باستثناء كونها وصية على شركة تابعة لشقيقها، والتي تخولها فقط بتوزيع الأصول على عائلة شقيقها حسين أو أبنائه إذا لزم الأمر. تشير الوثائق المسربة إلى اسمها كوصية على شركتي نسكول ونيلسن اللتين تأسستا في عامي 1993 و1994 على التوالي. واستعانت الشركتان بخدمات موساك فونسيكا في يوليو 2006. وكانت موساك فونسيكا تدير الشركات الثلاث: نسكول ونيلسن هولدنجز وكومبر جروب عندما حصلت على قرض عقاري بقيمة سبعة ملايين جنيه إسترليني من البنك السويسري، دويتشه بنك، واشترت أربع شقق في أفينفيلد هاوس، الواقع في 118 بارك لين بلندن. أما حسن، شقيقها الآخر، فاشترى هانج أون هولدنجز وأسهمها في عام 2007 مقابل خمسة ملايين وخمسمائة ألف جنيه إسترليني؛ ثم اشترت هانج أون عقارًا، بتمويل من بنك أوف سكوتلاند، في 1 هايد بارك بليس بلندن.
تظهر سامينا دراني، والدة زوجة شهباز شريف الثانية، وإلياس مهران، شقيق زوجته الأولى، في الوثائق أيضاً. تُدرج مجموعة حبيب وقاص/إلياس مهران كمساهم بـ 127,735 سهمًا في شركة هايلانديل المحدودة، المسجلة بتاريخ 24 يوليو 2003 في جزر البهاما. وقد نفى مهران علمه بأي شيء يتعلق " بأي شركة سواء كانت مسجلة في كومنولث جزر البهاما أو في أي مكان آخر تحت اسم: هايلانديل المحدودة". وشركة رينبو المحدودة، الأحدث بين الشركات الثلاث الخارجية المملوكة لسامينا دراني، سُجلت بتاريخ 29 سبتمبر 2010 في جزر العذراء البريطانية. أما شركة أرماني ريفر المحدودة، المسجلة في جزر البهاما بتاريخ 16 مايو 2002، فتصف أصولها بأنها "عقارات في لندن، غير مؤجرة حاليًا". وقد ورد أن أصول شركة ستار بريسيشن المحدودة، المسجلة في جزر العذراء البريطانية بتاريخ 21 مايو 1997، هي "نقدية كمحفظة استثمارية. كما نحتفظ بـ 1,165,238 سهمًا في شركة أوريكس ليزينغ باكستان المحدودة".
أعلن حسين نواز صراحةً بأن أسرته لن تعرقل أي تحقيق، ودعا إلى إجراء تحقيق شامل يشمل الرئيس السابق برويز مشرف. وفي 15 أبريل أعلنت الحكومة عن تشكيل لجنة تحقيق لتقصي الحقائق حول جميع الباكستانيين الذين وردت أسماؤهم في الوثائق المسربة. وقد طالب سياسيون من المعارضة بأن يتولى قاضٍ فعّال، وليس قاضيًا متقاعداً، مهمة إجراء التحقيق. وقد أدى هذا الطلب إلى انسحاب العديد من القضاة عن القضية. وفي الثامن والعشرين من يوليو لعام 2017، أصدرت المحكمة العليا الباكستانية قرارًا نهائيًا بحجب الأهلية عن شريف لتولي أي منصب رسمي.

### بينظير بوتو
كانت الراحلة بينظير بوتو على صلة وثيقة بشركة موساك فونسيكا، حيث كانت من عملائها. ففي عام 2001، أسست شركة بترولاين إنترناشونال المحدودة - المسجلة في جزر العذراء البريطانية - نيابة عنها وعن ابن شقيقها حسن علي جعفري بوتو، ومساعدها ورئيس أمنها رحمن ملك (الذي تولى فيما بعد منصب السيناتور ووزير الداخلية في حكومة يوسف رضا الكيلاني).
ولكن، اعتبرت موساك فونسيكا أن شركة بوتو السابقة بتروفاين إف زد سي (Petrofine FZC) ذات الاسم المشابه، تحمل حساسية سياسية، ورفضت في حينه قبول السيدة بوتو كعميلة. وقد خلص تحقيق أجرته لجنة تابعة للأمم المتحدة، برئاسة بول فولكر الرئيس السابق لمجلس الاحتياطي الفيدرالي الأمريكي، عام 2005، حول تجاوزات برنامج النفط مقابل الغذاء، إلى أن شركة بتروفاين دفعت مبلغًا قدره مليونا دولار أمريكي لحكومة صدام حسين العراقية مقابل الحصول على عقود نفطية بقيمة تتراوح بين 115 و145 مليون دولار أمريكي.
في عام 2006 وجه مكتب المحاسبة الوطني اتهامات إلى كلٍ من بوتو ومالك وعلي جعفري بامتلاك شركة بتروفاين، التي تأسست منذ عام 2000 في إمارة الشارقة التابعة لدولة الإمارات العربية المتحدة. وقد نفت بوتو وحزب الشعب الباكستاني هذه الاتهامات جملة وتفصيلاً. وفي أبريل من العام نفسه، أصدرت محكمة تابعة للمكتب الوطني للمساءلة قرارًا بتجميد الأصول المملوكة لبوتو وزوجها آصف علي زرداري داخل باكستان وخارجها، مدعية أن هذه الأصول، التي تقدر قيمتها الإجمالية بمليار ونصف المليار دولار أمريكي، هي نتاج لممارسات فساد. وأضافت المحكمة أن التهم السويسرية المتعلقة بغسل الأموال بطريقة جنائية، والتي رفعها الادعاء العام السويسري في عام 1997 لا تزال قيد النظر والتحقيق.

## فلسطين
كُشف عن امتلاك طارق عباس، أحد أبناء محمود عباس، رئيس السلطة الفلسطينية، مليون دولار في أسهم الشركة العربية الفلسطينية للاستثمار (APIC)،  وهي شركة خارجية مرتبطة بالسلطة الفلسطينية ومملوكة جزئيًا لصندوق الاستثمار الفلسطيني التابع للسلطة.

## قطر

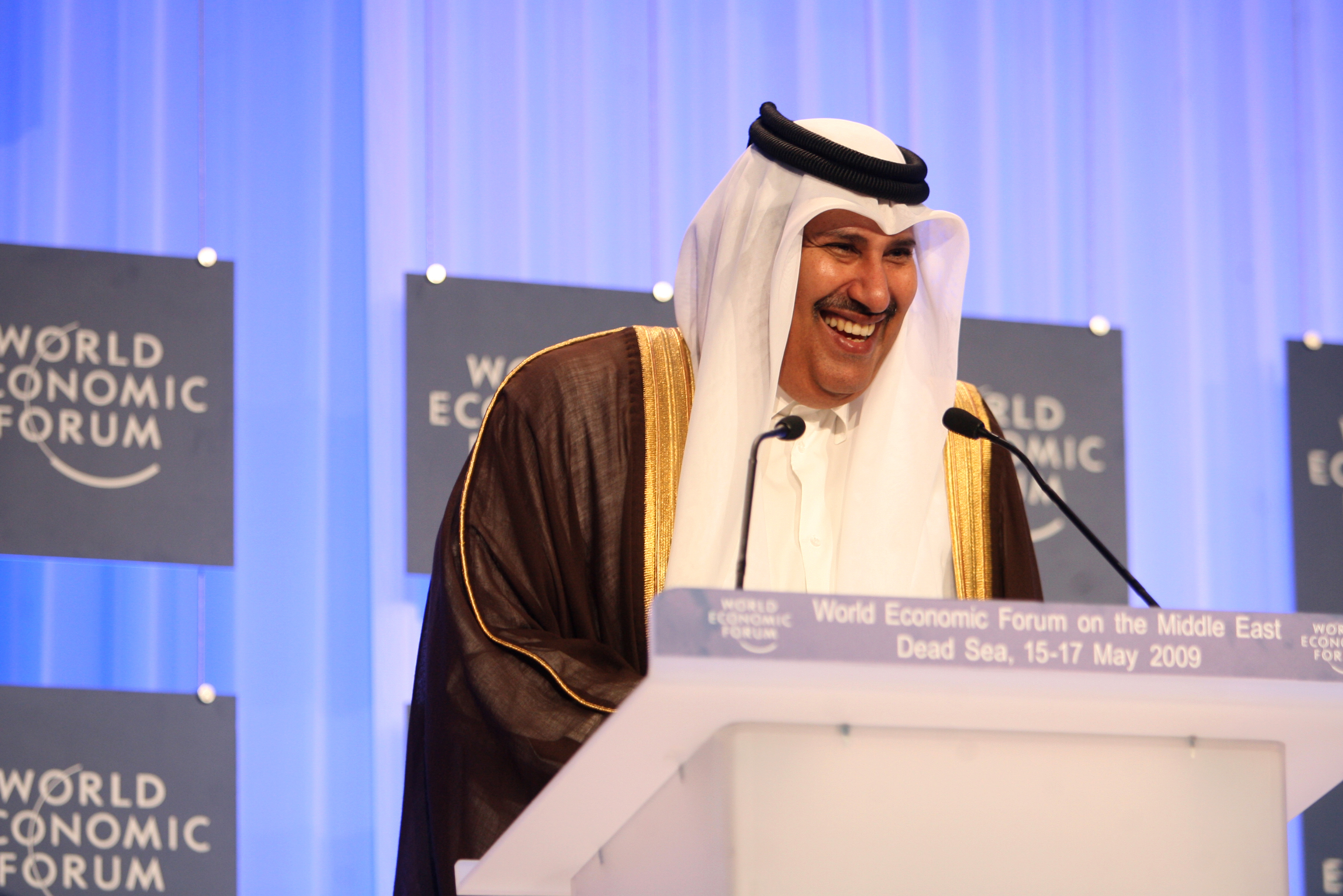
الشيخ حمد بن جاسم بن جبر آل ثاني، رئيس وزراء قطر السابق

استحوذ حمد بن جاسم بن جبر آل ثاني، رئيس الوزراء من عام 2007 إلى عام 2013، في عام 2002 على ثلاث شركات صورية تأسست في جزر البهاما وأخرى في جزر العذراء البريطانية، ومن خلالها على مرسى في ميورقة ويخت بقيمة 300 مليون دولار اسمه المرقاب. تشير وثائق بنما إلى أنه يمتلك أو امتلك ثماني شركات صورية. كشف تقرير لاحق نشرته فوربس أن آل ثاني اشترى أسهمًا في دويتشه بنك بقيمة 700 مليون دولار في عام 2014 عبر باراماونت سيرفيسز هولدينغز، وفي عام 2015 نقل نصف الأسهم تقريبًا إلى سوبريم يونيفرسال هولدينغز، التي يملكها قريب له كان قد ترك منصبه كأمير لقطر أيضًا في عام 2013.

## السعودية

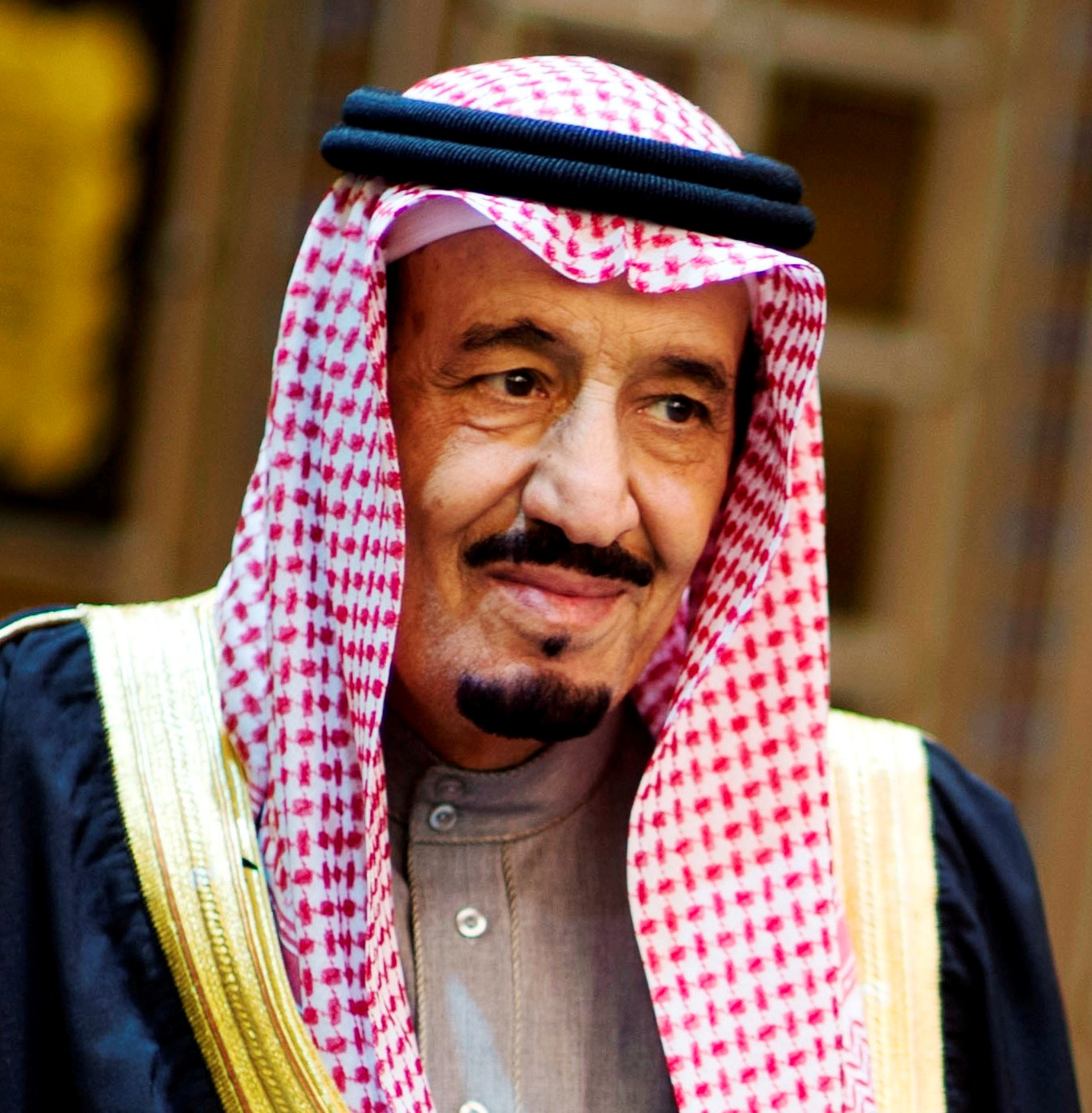
الملك سلمان بن عبد العزيز آل سعود

ورد ذكر الملك سلمان في التسريبات فيما يتعلق بشركتين مقرهما في جزر العذراء البريطانية، وهما شركة فيرس للتطوير، التي تأسست عام 1999، وشركة إنرو، التي تأسست عام 2002. حصلت الشركتان على قروض عقارية بلغ مجموعها أكثر من 34 مليون دولار أمريكي واشترتا عقارات في وسط لندن. لم يُحدد دوره في الشركتين. سجلت شركة كراسوس المحدودة المسجلة في جزر العذراء البريطانية عام 2004 يختًا في لندن باسم إرجاء، تيمنًا بقصر الملك سلمان في الرياض. يتباهى اليخت بقاعة ولائم ويمكنه استيعاب 30 شخصًا بشكل مريح. ورد اسم ولي العهد السابق محمد بن نايف أيضًا في الوثائق.
عثرت صحيفة الإيرش تايمز على صلة بفضيحة إيران كونترا في وثائق بنما، متمثلة في كل من فرهاد عزيما، أحد أبرز المتبرعين السياسيين في أمريكا، والملياردير عدنان خاشقجي، اللذين استخدما خدمات موساك فونسيكا وكانا من الشخصيات الهامة في فضيحة إيران كونترا.
تُظهر ملفات موساك فونسيكا ظهور خاشقجي في وقت مبكر من عام 1978، عندما أصبح رئيسًا لشركة آي إس آي إس أوفرسيز إس إيه البنمية. تكشف الوثائق أن عملاء فونسيكا شملوا الشيخ كمال أدهم، أول رئيس للمخابرات السعودية (1963-1979)، وصهر الملك فيصل، الذي وصفته لجنة تابعة لمجلس الشيوخ الأمريكي بأنه "كبير مسؤولي الاتصال لدى وكالة المخابرات المركزية لمنطقة الشرق الأوسط بأكملها منذ منتصف الستينيات وحتى عام 1979". سيطر أدهم على شركات خارجية متورطة في فضيحة بنك الاعتماد والتجارة الدولي.

## سنغافورة
أفادت وزارة المالية والسلطة النقدية في سنغافورة في بيان بأن "سنغافورة تنظر بجدية إلى التهرب الضريبي، ولن تتسامح مع استخدام مركزها التجاري والمالي لتسهيل الجرائم المتعلقة بالضرائب. إذا توافرت أدلة على ارتكاب أي فرد أو كيان في سنغافورة مخالفات، فلن نتردد في اتخاذ إجراءات حازمة".

## سريلانكا
صرح وزير المالية السريلانكي رافي كاروناناياكي بأن فريقه سيحقق في الأسماء السريلانكية التي وردت في وثائق بنما، وكذلك أسماء الـ 46 شخصًا الذين ظهروا في تسريبات أوفشور لعام 2013، وفقًا لصحيفة ديلي ميل، نظرًا لعدم قيام القيادة السابقة بذلك على ما يبدو. لدى الدولة العديد من القروض الأجنبية الكبيرة المستحقة التي أُخذت في عهد الرئيس السابق ماهيندا راجاباكشا، واضطرت الحكومة الحالية مؤخرًا إلى الحصول على قرض إنقاذ من صندوق النقد الدولي بقيمة 1.5 مليار دولار أمريكي. نفى راجاباكسا تحويل الأموال. وصلت الحكومة الحالية إلى السلطة في يناير 2016 على أساس برنامج لمكافحة الفساد.

## سوريا
قُدِّرت ثروةُ رامي مخلوف، ابن خال بشار الأسد، بحوالي خمسةِ ملياراتِ دولارٍ قبلَ الحرب الأهلية السورية، وكان يسيطر على ستينَ في المئةِ من الاقتصاد. كان مخلوف خاضعًا لعقوباتٍ من قِبلِ الولايات المتحدةِ والاتحاد الأوروبي، وكان يسيطر على قطاعِ النفطِ والاتصالاتِ في سوريا. اتهمت وزارةُ الخزانة الأمريكيةُ شركةَ بانغاتس، المسجلة باسمه، بتزويدِ حكومةِ الأسد بألفِ طنٍ من وقود الطائرات. ومع ذلك، تمكن آل مخلوف من مواصلةِ العملِ عبر شركاتٍ صوريةٍ في بنما،  مسجلةٍ في جزر العذراء البريطانية، وبالتالي لا تخضع للقانون الأمريكي. ومع ذلك، في التاسع من مايو عام ألفٍ ومائتينِ وأحد عشرَ، أصدر الاتحاد الأوروبي عقوباته الخاصة، وجرى تمديدُ هذه العقوبات بأمرٍ في المجلسِ لتشملَ جزر العذراء البريطانية في يوليو من العام نفسه. قررت شركة موساك فونسيكا في السادس من سبتمبر الاستقالةَ من شركاتِ مخلوف. بحلولِ ذلك الوقت، كان مخلوف قد قطعَ بالفعل علاقاتهِ مع بنكه. أبلغ بنك إتش إس بي سي الشركة القانونيةَ بأن السلطات السويسريةَ جمدت حساباتِ مخلوف، وأنه "لم يكن هناك أي اتصالٍ مع المالك المستفيدِ لهذه الشركة منذ الأشهر الثلاثةِ الماضية".

## تايلاند
أفادت صحيفة "بانكوك بوست" بأن "مكتب مكافحة غسل الأموال في تايلاند يسعى إلى الحصول على معلومات من نظرائه في الدول الأخرى بشأن واحدٍ وعشرين مواطنًا تايلانديًا وردت أسماؤهم ضمن قائمة تضم أشخاصًا من مختلف أنحاء العالم يستخدمون شركة محاماة مقرها بنما، والتي يبدو أنها متخصصة في عمليات غسل الأموال والتهرب الضريبي". ومن الجدير بالذكر أنه لم يتضح بعد السبب وراء تركيز التحقيق على هؤلاء الواحد والعشرين شخصًا تحديداً.
وتجدر الإشارة إلى أن وثائق بنما تتضمن ما لا يقل عن 780 اسمًا لأفراد يقيمون في تايلاند، و50 شركة أخرى مسجلة في تايلاند. ورغم أن بعض هؤلاء الأفراد وشركاتهم أجانب، إلا أن الوثائق كشفت عن 634 عنوانًا فرديًا داخل تايلاند، ومن بين هؤلاء الرؤساء التنفيذيون لشركتي "بانكوك لاند" و"باترا للتمويل" العملاقتين.

## تايوان
وجدت تحقيقات أجراها شريك آي سي آي جيه الوحيد في شرق آسيا، مجلة كومونولث في تايوان، أن ما لا يقل عن 2,725 شركة خارجية سجلت عناوين في تايوان. أُدرج تسعون تايوانيًا، من بينهم المغني والممثل نيكي وو في الوثائق. وفقًا لتقرير نشرته مجلة كومونولث، استخدم وو شركة "هورايزون سكاي تكنولوجي المحدودة" للتعاون مع شركة "صن إنترتينمنت كالتشر المحدودة" ومقرها هونغ كونغ.
يُشير الناشر إلى أن الشركات والأفراد التايوانيين يستخدمون الملاذات الخارجية لتجنب الضرائب، لكن وثائق بنما أظهرت أن "موساك فونسيكا" لم تكن قناة رئيسية لهم، إذ لم يكن لها وجود في تايوان. السماسرة التايوانيون المرتبطون بها كانوا شركات استشارية صغيرة تعمل بمنطقة الصين الكبرى، وغالبية الكيانات التايوانية التي أنشأت شركات صورية كانت شركات صغيرة أو أفرادًا.

## الإمارات

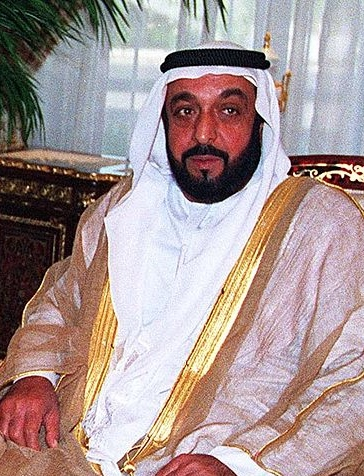
رئيس دولة الإمارات العربية المتحدة خليفة بن زايد آل نهيان

أشارت تقارير من وكالات أنباء مثل آي سي آي جي والغارديان، وذي إندبندنت إلى أن الرئيس الإماراتي السابق، خليفة بن زايد آل نهيان، كان يمتلك محفظة عقارية واسعة في لندن، تتجاوز قيمتها 1.2 مليار جنيه إسترليني. وقد كشفت هذه التقارير أن هذه الثروة العقارية كانت تديرها شبكة معقدة من الشركات الوهمية، والتي بلغ عددها حوالي ثلاثين شركة، تم تأسيسها خصيصًا له في جزر العذراء البريطانية بواسطة شركة موساك فونسيكا المتخصصة في تأسيس الشركات الخارجية.
وبحسب هذه التقارير، كانت شركة موساك فونسيكا تتولى إدارة هذه الشركات نيابة عن الرئيس الإماراتي السابق، مستخدمة إياها كواجهة للسيطرة على العقارات الفاخرة في لندن. وقد أظهرت الوثائق أن موساك فونسيكا قامت، بحلول ديسمبر 2015، بنقل ملكية جميع الأسهم تقريبًا في هذه الشركات إلى هياكل ائتمانية، كان المستفيدون منها بشكل مباشر هم الرئيس الإماراتي السابق وزوجته وأبناؤه.

## روابط خارجية
- بيان من مسرب أوراق بنما
- بوابة وثائق بنما التابعة للاتحاد الدولي للصحفيين الاستقصائيين (الولايات المتحدة)
- بوابة أوراق بنما لصحيفة Süddeutsche Zeitung (ألمانيا)
- بوابة أوراق بنما في صحيفة الجارديان (المملكة المتحدة)
- بوابة أوراق بنما التابعة لصحيفة فاينانشال تايمز (المملكة المتحدة)
- بوابة أوراق بنما لصحيفة لوموند (فرنسا)
- بوابة وثائق بنما التابعة لتلفزيون السويد (السويد)
- بوابة الشبكة الأفريقية لمراكز التحقيقات الاستقصائية (ANCIR) (أفريقيا)
- نسخة محفوظة 2016-06-02 على موقع واي باك مشين. بوابة أوراق بنما </link> إنكيفادا (تونس)
- بوابة أوراق بنما لجامعة سيماناريو بجامعة كوستاريكا
- بوابة أوراق بنما لمشروع الإبلاغ عن الجريمة المنظمة والفساد
- بوابة وثائق بنما لموقع Le Desk (المغرب)
- بوابة وثائق بنما التابعة لمؤسسة ريكيافيك ميديا (أيسلندا)
- بوابة وثائق بنما التابعة لموقع Armando.info (فنزويلا)
- نيوزيلندا IR607: الإفصاح عن الثقة الأجنبية